# Longqing
Longqing (tdl. ‘Amplia festividad’; 4 de marzo de 1537 - 5 de julio de 1572), de nombre personal Zhu Zaihou, fue el duodécimo monarca de la dinastía Ming de China. Fue hijo del emperador Jiajing, pero su padre prefería al hijo de otra concubina que era un mes menor y lo mantuvo apartado de los asuntos gubernamentales. Sin embargo, la tradición de la primogenitura era demasiado fuerte para romperla, y en 1567, al morir aquel, ascendió al trono imperial. Se mantuvo indiferente a la política y silencioso en las audiencias de la corte. Mantuvo a sus ministros a distancia y prefirió disfrutar del lujo y de la amistad con los eunucos de la corte. Sin embargo, bajo la guía de su capaz ministro Zhang Jucheng reparó algunos de los errores del reinado precedente, rehabilitó a funcionarios injustamente acusados, expulsó a los taoístas de la corte, se hizo la paz con Altan Kan y se logró controlar grandemente la piratería costera.
Murió en 1572, a los 35 años de edad. Recibió el nombre póstumo de Muzong (“Antepasado reverente”). Había casado sucesivamente con las emperatrices Li (fallecida en 1558) y Chen (fallecida en 1596), pero no le quedaron hijos de ellas y le sucedió Chu Yichun, hijo que había tenido de la concubina Lishi (fallecida en 1614), el cual tenía 9 años de edad y reinó con el nombre de Wanli. La concubina Lishi fue elevada posteriormente al rango de emperatriz con el nombre de Ci.
| Predecesor: Jiajing | Longqing (Dinastía Ming) 1567–1572 | Sucesor: Wanli |

- Datos: Q10059
- Multimedia: Longqing Emperor / Q10059